# Gäddtjärnen (Älvdalens socken, Dalarna, 678658-140284)
Gäddtjärnen är en sjö i Älvdalens kommun i Dalarna och ingår i Dalälvens huvudavrinningsområde.